# Satyrium (orchideeënfamilie)
Satyrium is een geslacht uit de orchideeënfamilie en de onderfamilie Orchidoideae.
Het geslacht telt ongeveer 90 soorten, voornamelijk uit gematigde en bergachtige streken van Afrika.

## Kenmerken
Satyrium zijn terrestrische orchideeën. Het zijn geofyten, die elk jaar vanuit een bolvormige tot langgerekte wortelknol een tot 80 cm hoge, rechtopstaande bloemstengel vormen. De bladeren zijn ovaal tot lancetvormig, in een rozet of langs de ganse lengte van de stengel ingeplant. Enkele soorten hebben zowel steriele als fertiele stengels, die geen bladeren dragen. De bloeiwijze is een eindstandige, onvertakte aar.
De bloemen zijn niet-geresupineerd (de lip wijst naar boven), waardoor het lijkt alsof ze ondersteboven staan. Ze hebben verschillende tinten rood, wit, groen of bruin, dikwijls met donkerder stippen of vlekken. De kelkbladen en kroonbladen zijn eenvoudig van bouw, aan de basis min of meer met elkaar vergroeid.De lip is kapvormig met een opstaande tip en twee min of meer duidelijke sporen, één aan elke zijde van het vruchtbeginsel. Het gynostemium heeft een opvallend lange basis.
De meeste Satyrium hebben een sterke geur, van aangenaam zoet tot stinkend.
Ten minste drie Zuid-Afrikaanse Satyrium worden bestoven door vogels van de familie honingzuigers (Nectariniidae).

## Habitat en verspreiding
Satyrium komen voornamelijk voor in gematigde en bergachtige streken van Afrika, vooral in Zuid-Afrika. Er zijn twee Aziatische soorten, te vinden in India, Sri Lanka, Myanmar en China. Ze groeien vooral in grasland en loofbossen.

## Taxonomie
Het geslacht telt naargelang de taxonoom 90 tot 170 verschillende soorten.
Subtribus Brownleeinae · Geslacht: Brownleea 

Subtribus Coryciinae · Geslachten: Ceratandra · Corycium · Disperis · Evotella · Pterygodium 

Subtribus Disinae · Geslachten: Disa · Herschelia · Monadenia · Schizodium

Subtribus Huttonaeinae · Geslacht: Huttonaea 

Subtribus Satyriinae · Geslachten: Pachites · Satyridium · Satyrium